# Jeremiah Morrow
Jeremiah Morrow (6 de outubro de 1771 - 22 de março de 1852) foi um político do Partido Republicano Democrático de Ohio. Ele foi o nono governador de Ohio, e o último democrata-republicano a fazê-lo.

## Biografia
Morrow nasceu perto de Gettysburg, na província da Pensilvânia. Ele era de ascendência escocesa-irlandesa, seu avô irlandês, também Jeremiah Morrow, tinha vindo para a América do condado de Londonderry e era descendente de colonos escoceses do século 17. Ele se mudou para o Território do Noroeste em 1795. Ele viveu na foz do rio Little Miami por um curto período antes de se mudar para o que hoje é o condado de Warren. Como membro da Igreja Presbiteriana Reformada Associada, ele buscou os serviços de um ministro de sua denominação logo após se estabelecer na região, e ele era um dos anciãos originais da congregação de Mill Creek quando ela foi organizada pouco antes de 1800.
Depois de servir na Câmara dos Representantes Territorial e no Senado Territorial, e como um delegado do condado de Hamilton à Convenção Constitucional de 1802, ele foi eleito para o primeiro Senado Estadual um ano depois e serviu seis meses antes de se tornar o primeiro membro do Estado de Ohio Câmara dos Representantes dos Estados. Morrow ganhou quatro mandatos completos adicionais. Ele concorreu ao Senado dos Estados Unidos em 1812 e cumpriu um único mandato de 1813 a 1819, e não buscou a reeleição. Como tal, ele foi o primeiro senador por Ohio para servir uma completa seis anos de prazo. Morrow foi eleito membro da American Antiquarian Society em 1814. Em 1820, ele serviu como um de Ohio de eleitores presidenciais para James Monroe. Ele ganhou a eleição para o governo em 1822 e serviu por dois mandatos de dois anos. Ele se recusou a servir um terceiro mandato, em vez disso, retornou à Câmara dos Representantes de Ohio e ao Senado Estadual. Morrow foi enviado de volta a Washington em 1841 e serviu mais dois anos na Câmara, mas recusou-se a ser renomeado em 1842, por se considerar velho demais.

## Morte e legado
Depois de se aposentar da política, Morrow voltou para sua fazenda e fábrica de grãos no condado de Warren. Ele morreu em 1852.
Morrow é o homônimo da ponte Jeremiah Morrow, a ponte mais alta de Ohio. Morrow County e Morrow, Ohio foram nomeados em sua homenagem. Seu neto, George E. Morrow, foi professor da Universidade de Illinois e da Universidade Estadual de Iowa e presidente da Oklahoma State University.